# Regato Fresnedas
El Regato Fresnedas es un pequeño arroyo que nace en el Puerto de Vallejera a 1.216 m, en el término municipal del pueblo homónimo, en la denominada Serranía de los Castaños. Se traslada por el paraje "Del Sendero" hasta atravesar el municipio de Vallejera de Riofrío por la parte este. También en Vallejera recibe las aguas del que es posiblemente el afluente más importante, el Regato del Puerto. Más adelante ya bajando de los 1.100 m, se introduce en el término municipal de Navacarros, aunque sin llegar a pasar por el mismo pueblo. Camino abajo llega al término municipal de Béjar, ya por debajo de los 1050 m, concretamente a 2 km de Palomares de Béjar. Desemboca en el Río Riofrío, ya casi en Béjar. En cuanto a su caudal, es irregular, ya que en otoño e invierno es bastante caudaloso, bastante más de lo normal, y en primavera y verano suele venir poca agua o incluso nada.
- Datos: Q16624669